# Paul Scholz
Pour les articles homonymes, voir Scholz.
Paul Scholz, né le 2 octobre 1902 à Braunau (Autriche-Hongrie) et mort le 23 juin 1995 à Zeuthen (Allemagne), est un homme politique est-allemand. Il est ministre de l'Agriculture, des Forêts et de l'Agroalimentaire entre 1950 et 1952 puis entre 1953 et 1955.

## Biographie
Il est le père de l'homme politique Helmut Scholz.

## Décorations
- 1954, 1967 et 1972 : Ordre du Mérite patriotique
- 1962 et 1964 : Bannière du Travail
- 1969 et 1976 : Étoile de l'amitié des peuples
- 1982 : Ordre de Karl-Marx

## Sources
- (de) Cet article est partiellement ou en totalité issu de l’article de Wikipédia en allemand intitulé « Paul Scholz (DDR) » (voir la liste des auteurs).